# 40-ва окрема десантно-штурмова бригада (СРСР)
40-ва окрема десантно-штурмова бригада (40 одшбр, в/ч 32461) — з'єднання повітрянодесантних військ СРСР, що існувало у 1979—1992 роках.
Після розпаду СРСР у 1992 році бригада перейшла увійшла до складу Збройних сил України як 40-ва окрема аеромобільна бригада, яка у 2007 році переформована в 79-й окремий аеромобільний полк (нинішня назва — 79-та окрема десантно-штурмова Таврійська бригада).

## Історія
У 1979 році Радянський Союз створював десантно-штурмові з'єднання та частини, для чого був розформований 80-й полк, що дислокувався у Баку (Азербайджан), та 105-та повітрянодесантна дивізія, що дислокувалася у Фергані (Узбекистан).
У період вересня—листопаду 1979 року в Миколаєві було сформовано 40-ву десантно-штурмову бригаду на базі окремого батальйону десантного забезпечення 105-ї повітряно-десантної дивізії та розвідувальної роти 111-го парашутно-десантного полку 105 ПДД (пункт постійної дислокації м. Ош, Киргизстан).
Бойовий прапор вручено 7 вересня 1981 року.
40-ва десантно-штурмова бригада охороняла південні рубежі СРСР до 1991 року. 1990 року переформована на повітрянодесантну бригаду.
Після розпаду СРСР, у 1992 році бригада перейшла увійшла до складу Збройних сил України. Згодом була переформована на 79-ту окрему десантно-штурмову бригаду.

## Командири
- 1979—1984 підполковник Фоменко Г. Л.
- 1984—1987 підполковник Черняк С. Л.
- 1987—1992 полковник Логінов В. Н.